# Pellenes albopilosus
Pellenes albopilosus es una especie de araña saltarina del género Pellenes, familia Salticidae. Fue descrita científicamente por Tyschenko en 1965.
Habita en Kazajistán y Rusia (Siberia).